# U-Bahn-Station Arne-Karlsson-Park
Die Station Arne-Karlsson-Park der Wiener U-Bahn Linie U5 ist eine momentan in Planung befindliche U-Bahn-Station der U-Bahn Wien. Die Station liegt am Arne-Karlsson-Park und verbindet die U5 mit den Straßenbahnlinien 5, 33, 37, 38, 40, 41 und 42.

## Nutzen
Die Station dient unter anderem zur Entlastung des Verkehrsknotens Schottentor. Zudem sollen die Bezirke Währing und Döbling über diese Umsteigestation mit der Straßenbahn leichter erreichbar sein sowie die Verkehrssituation im Alsergrund verbessert werden. Die Haltestellen der Straßenbahnen im Stationsbereich sollen angepasst werden, damit in einer Fahrtrichtung beim Umsteigen keine Straße überquert werden muss.